# Мясников, Владимир Афанасьевич
Владимир Афанасьевич Мясников — российский педагог, доктор педагогических наук, профессор, действительный член Российской академии образования, является ярким представителем ведущей научной школы Института теории и истории педагогики РАО по сравнительной педагогике (Основоположники: З. А. Малькова, Б. Л. Вульфсон).
Мясников В. А. одним из первых начал исследования развития образования в суверенных государствах СНГ (бывших республиках СССР). Им заложены основы нового направления в отечественной сравнительной педагогике — особенности развития образования в странах, составляющих образовательное пространство бывшего единого государства и связанных социально-культурными традициями. Полученные им в последнее десятилетие научные результаты: разработка методологии изучения образования в условиях распавшегося единого государства, выявление общего и особенного в процессе становления независимых образовательных систем, сравнение их нормативно-правовой базы, выявление тенденций развития теории и практики образования, обеспечивающих интеграцию стран в области образования, теоретическое обоснование перспективных направлений с учетом специфики этих стран, обоснование роли русского языка в интегративных процессах, получили отражение во многих работах:
- «Проблемы повышения эффективности общего среднего образования» (1983);
- «Общеобразовательная школа на новом этапе» (1986);
- «Общеобразовательная школа в СССР» (1990);
- «Интеграционные процессы в образовании стран СНГ в контексте новых социальных измерений» (1998);
- «Русский язык как фактор развития интеграционных процессов в образовании стран СНГ» (2001);
- «Основные тенденции развития образования в странах СНГ» (2002);
- «СНГ: интеграционные процессы в образовании» (2003);
- «Образование в изменяющемся мире» (2005);
- «Постсоветское образовательное пространство в контексте педагогических измерений» (2006)

и представляют значительную научную новизну, обеспечивают перспективы формирования единого образовательного пространства и определяют политику стран СНГ в этом направлении. Достижением последних лет являются монографии «Образование в глобальном измерении» (2009) и «Образование в странах СНГ в меняющемся мире» (2010).
Исследования политических, социально-экономических, педагогических факторов воздействия на развитие образования, ускоряющих или задерживающих его, сравнительный анализ общественных процессов и социальных институтов в разных странах СНГ имеют теоретическую значимость для общей педагогики, углубляют теорию развития образования в быстро меняющихся общественных условиях.
В. А. Мясниковым опубликовано в России и за рубежом более 250 научных работ, в том числе 17 книг, общим объемом более 280 печатных листов.
Увлечения: чтение энциклопедической и специальной литературы, ценитель классической музыки. Знает немецкий и польский языки.